# Xavier Miserachs i Ribalta
Xavier Miserachs i Ribalta (Barcelona, 12 de juliol de 1937 - Badalona, 14 d'agost de 1998) fou un fotògraf català, germà de la dissenyadora gràfica Toni Miserachs. El 1952 es va fer membre de l'Agrupació Fotogràfica de Catalunya, on va conèixer Oriol Maspons, amb qui va iniciar una amistat que va durar tota la vida. El 1954, a l'edat de disset anys, va guanyar el I Trofeu Luis Navarro, atorgat pel II Saló Nacional de Fotografia Moderna de l'Agrupació Fotogràfica de Catalunya. Aquell mateix any va començar els estudis de medicina, que va abandonar a l'últim curs per dedicar-se plenament a la fotografia.
El 1957 hi va haver la primera de les dues exposicions –ja clàssiques– que van reunir fotografies de Xavier Miserachs, Ricard Terré i Ramon Masats, a l'Agrupació Fotogràfica de Catalunya a Barcelona, a la seu d'AFAL a Almeria i a la Real Sociedad Fotográfica de Madrid. Al cap de dos anys, el 1959, es va presentar la segona exposició del trio Terré-Miserachs-Masats a la Sala Aixelà de Barcelona. Des de llavors, Miserachs va ser un dels artífexs de la renovació del gènere de fotografia documental que es va viure al país i que entroncava amb una tradició iniciada abans de la Guerra Civil. Alguns dels llibres fotogràfics de Miserachs han configurat durant dècades la imatge de Barcelona i la Costa Brava. Barcelona. Blanc i negre (Aymà, 1964), Costa Brava Show (Kairós, 1966) i Los cachorros (Lumen, 1967) són algunes de les obres fonamentals de l'avantguarda fotogràfica de l'època. Entre les principals influències destaquen l'obra del fotògraf William Klein i els seus llibres de ciutats, en particular el primer, dedicat a Nova York i publicat el 1955. Així mateix, l'exposició The Family of Man (1955) va causar en Miserachs, igual que en els seus companys de generació, una profunda impressió que va ser determinant per articular una poètica neorealista que representava el pas de les classes populars cap al nou entorn urbà.
Des de finals dels anys seixanta, Miserachs va anar ampliant la seva activitat com a fotògraf per incloure la publicitat, el reportatge i la fotografia editorial. A partir del 1966 va començar a viatjar pel món com a corresponsal per a les publicacions La Actualidad Española, Gaceta Ilustrada, La Vanguardia, Interviú i Triunfo. El 1969 va ser cofundador i primer professor de fotografia de l'escola Eina, i el 1970 la seva activitat es va estendre puntualment al cinema: va ser realitzador i director de fotografia de dues pel·lícules underground, dirigides per Enrique Vila-Matas i Emma Cohen, i aquell mateix any va dirigir i va produir el curtmetratge Amén, historieta muda. En els últims anys de la seva vida, Miserachs es va dedicar a escriure amb la voluntat de deixar testimoni de la seva concepció de la fotografia amb llibres com Profesiones con futuro: fotógrafo (Grijalbo, 1995), Fulls de contactes. Memòries (Edicions 62, 1998) i Criterio fotográfico (Omega, 1998). Les seves fotografies formen part de les col·leccions més destacades de fotografia, com Fotocolectania i el MACBA. El 2011 les seves hereves van dipositar l'arxiu de Miserachs al Museu d'Art Contemporani de Barcelona, el qual està format per més de 80.000 imatges.

## Biografia
Xavier Miserachs va néixer en plena Guerra Civil espanyola, fill d'un hematòleg i d'una bibliotecària, Manuel Miserachs i Montserrat Ribalta. Va entrar en contacte amb el món de la fotografia a l'Institut Tècnic Eulàlia, on va conèixer Ramon Fabregat i el seu germà Antoni. Va estudiar quatre cursos de la carrera de medicina, però l'abandonà poc abans de finalitzar-la per dedicar-se professionalment a la fotografia.
El 1952 es va fer soci de l'Agrupació Fotogràfica de Catalunya, on va conèixer Oriol Maspons, amb qui establí una molt bona amistat. L'any 1957 va presentar la seva primera exposició a la seu de l'Agrupació Fotogràfica de Catalunya, juntament amb Ricard Terré i Ramon Masats. El 1959 exposaren de nou junts a la Sala Aixelà de Barcelona. Aquí fou on va començar, de fet, la seva activitat professional. El 1959 va fer el cartell del Premi Formentor de l'editorial Seix Barral. El mateix 1959, Xavier Busquets li va encarregar un treball sobre l'emplaçament on es construiria el Col·legi d'Arquitectes de Catalunya per tal d'orientar Picasso en els seus dibuixos de la façana.
El 1961, en tornar de realitzar el servei militar, Miserachs va independitzar-se professionalment, i instal·là el seu primer estudi a l'edifici David del carrer Tuset de Barcelona. Va començar alternant treballs per encàrrec –en els quals retratà personatges com Teresa Gimpera per a campanyes de publicitat– i les seves obres d'autor, que més endavant compilà en llibres com Barcelona. Blanc i negre, amb 400 fotografies relatant la recuperació econòmica a la capital catalana, o Costa Brava Show.
Durant la dècada de 1960 també va exercir de reporter en revistes com Actualidad Española. El 1968 va signar un contracte d'exclusivitat amb la Revista Triunfo. També li van publicar diversos reportatges en mitjans com La Vanguardia, Gaceta Ilustrada, Interviú, Bazaar o Magazin, entre d'altres. Va ser així com va poder presenciar esdeveniments històrics com el Maig del 68, el Londres dels Beatles o la Primavera de Praga. També va viatjar per un gran nombre de països com França (París), Regne Unit (Londres), Camerun, Estats Units (Nova York), Marroc, Uganda, Somàlia, Iran, Costa de Marfil, Guinea, Senegal i el Sud-est asiàtic. Miserachs, a més a més, va treballar fent reportatges i també es va dedicar principalment a la fotografia editorial.
El gener del 1967 col·laborà en la fundació de l'Escola Eina, on va ser un dels primers professors de fotografia. Ocasionalment va col·laborar amb la selecció musical de la discoteca Bocaccio, llavors lloc de reunió per excel·lència de la gauche divine. El 1997 va publicar el seu llibre de memòries Fulls de contacte, amb el qual guanyà un Premi Gaziel de biografies i memòries l'any següent.
Xavier Miserachs va morir el 14 d'agost de 1998 amb 61 anys a l'Hospital Germans Trias i Pujol de Badalona a causa d'un càncer de pulmó. El seu funeral va tenir lloc a Esclanyà, on tenia una casa.

## Obra

### Marc històric
Xavier Miserachs és un exponent de les aportacions artístiques dels anys cinquanta i seixanta, període fronterer que va sintetitzar l'evolució cap a la maduresa del mitjà fotogràfic i que marcaria moltes de les tendències que seguirien després. La seva fotografia té reminiscències estilístiques del neorealisme. El fet que prengués gran part de les seves imatges justament durant una època de represa econòmica i política com van ser els anys 50 i 60 a Espanya, a més a més, converteix el seu llegat fotogràfic en testimoni no només estètic, sinó també documental d'un moment històric molt específic.

### Influències
Els anys 50 són considerats com els de la consolidació de l'expressió en fotografia, els de l'assoliment d'una retòrica expressiva que dona supremacia al contingut. Les fites d'aquest període són la publicació del llibre Images à la sauvette, de Henry Cartier-Bresson (1952), o Les Américains a Paris, de Robert Frank (1958, amb pròleg de Jack Kerouac). William Klein publicà una sèrie de llibres sobre ciutats: Nova York (1956), Roma (1958), Moscou (1964) i Tòquio (1964). Una altra influència fou l'exposició The Family of Man celebrada al MoMA de Nova York l'any 1955.
En aquesta època es va consolidar el concepte modern del reportatge fotogràfic, diferenciat del fotoperiodisme i de la fotografia documental, pel que fa a l'abast i el concepte. El reportatge fotogràfic implica més la idea de relat: un treball que vol més dedicació de temps, un esforç d'interpretació d'una situació i que culmina en un conjunt d'imatges. Això implica, d'una banda, la reivindicació del fotògraf per opinar, fet que li atorgarà estatus d'autor; l'autor proposa, ja que, una interpretació pròpia de la realitat. D'altra banda, el consens que s'estableix entre la majoria de fotògrafs és que el vehicle natural de la imatge fotogràfica és la pàgina impresa. Això suposà que revistes com Life, Paris-Match, Stern o Época assolissin la màxima esplendor en aquest període.
El període es va concloure amb una inclinació cap a la fotografia aplicada, en detriment d'una fotografia artística, reforçant el caràcter utilitari de la imatge fotogràfica: la seva missió cal situar-la en el periodisme, la publicitat, la moda, el disseny o la ciència. Aquesta servitud, però, no els eximia de qualitat creativa ni de la seva valoració artística, com valorava Walter Benjamin.

### Característiques

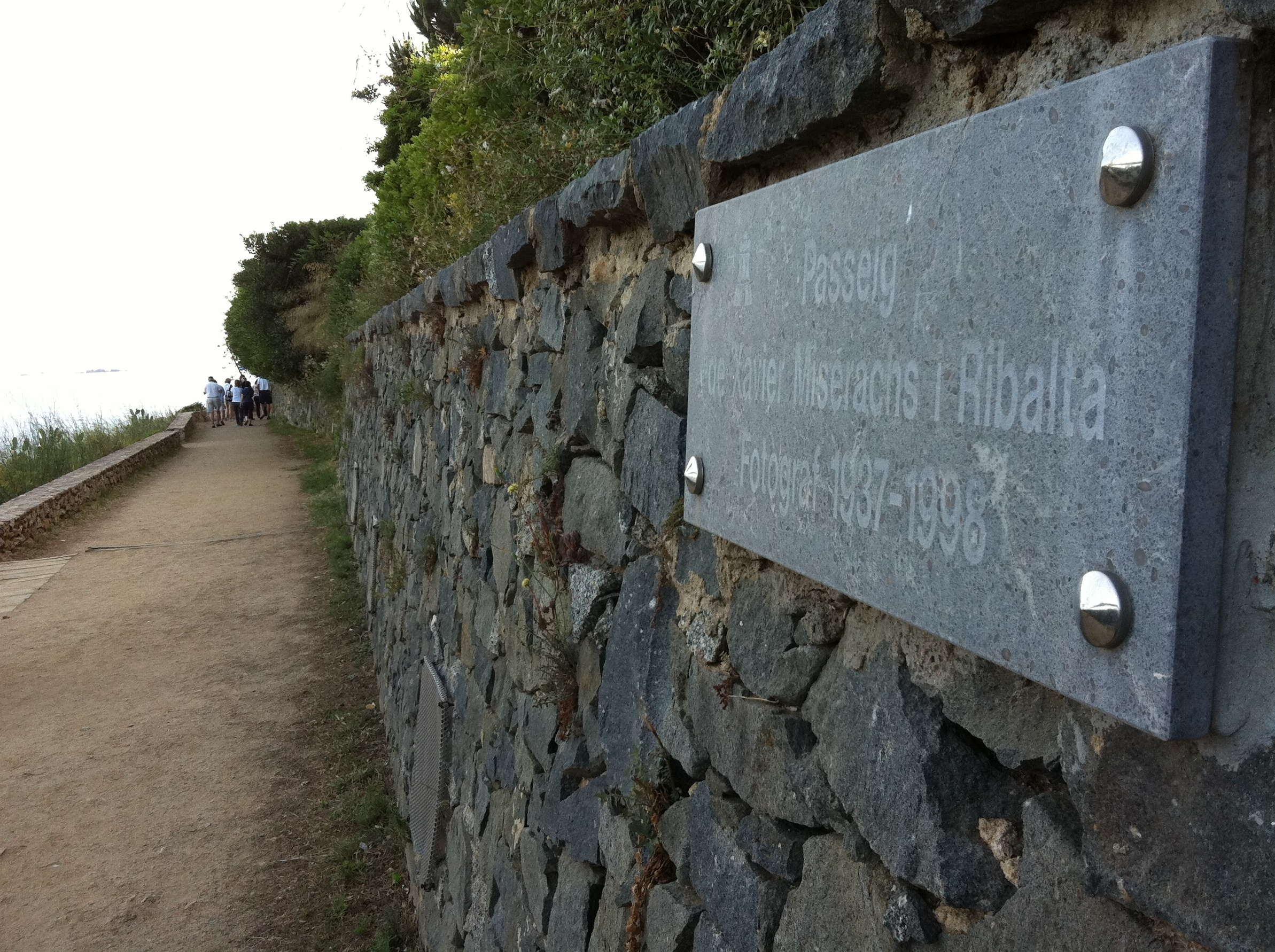
Passeig de Xavier Miserachs al camí de ronda de Calella de Palafrugell

Xavier Miserachs fou el membre més jove d'un grup de fotògrafs catalans encapçalats –per edat i mestratge– per Francesc Català-Roca (1922) i que també incloïa noms com Oriol Maspons (1928), Ricard Terré (1928), Paco Ontañón (1930), Leopold Pomés (1930), Ramon Masats (1931) i Joaquim Fort de Ribot (1924).
En aquells temps l'única revista especialitzada era Arte Fotográfico, fundada pel mallorquí Ignacio Barceló el 1952 i dirigida al món amateur. Aquí es donà a conèixer Josep M. Casademont, que assumiria el paper de teòric i promotor entre els fotògrafs catalans. El 1963 publicà la seva pròpia revista, Imagen y Sonido, portant alhora la direcció de la Sala Aixelà de Barcelona, per on desfilaren els fotògrafs més coneguts del moment. Casademont descriu l'obra del grup neorealista:
| «                      | Per nosaltres la fotografia era un problema alimentari; no era un problema existencial o espiritual. Era el problema de poder viure practicant la professió que havíem escollit. Ja sé que la manifestació plàstica posterior podia donar a entendre que denunciàvem un estat d'injustícia, de misèria… Però no, res, mentida. A allò que de veritat aspiràvem era a convertir-nos en fotògrafs professionals. Ens semblava una aspiració molt honorable i ens revoltava que la societat no ens donés uns mecanismes per accedir-hi. Que després hi hagués una concreció particular de tot això, que per comptes d'escapar-nos per exemple per la via del surrealisme ens escapéssim per la via de la crítica social, crec que és purament accidental. | » |
| — Josep M. Casademont. | |   |

El cas és que els autors, volgudament o no, amb la seva visió aguda i insolent, manifestaven una ruptura amb l'academicisme oficial. Així, la publicació de Barcelona. Blanc i negre (1964) va ser un fet rellevant no només en la carrera de Xavier Miserachs sinó en la mirada àcida i caòtica del món urbà, ja que completava les Visions de Barcelona (Wolfgang Weber, 1929 i Català-Roca, 1954) que anaven més enllà del caràcter entranyable i pintoresc, transmetent una nova sensibilitat.

### Cinema
Miserachs va tenir una petita incursió en el món del cinema, fent de càmera en algunes pel·lícules underground dels seus amics Enric Vila-Matas, Emma Cohen i Jordi Cadena, i fins i tot arribà a dirigir i produir un curtmetratge propi, Amén, historieta muda. També va fer la foto fixa de la pel·lícula Juguetes Rotos, dirigida per Manuel Summers, el 1966.

## Llegat

### Memorials

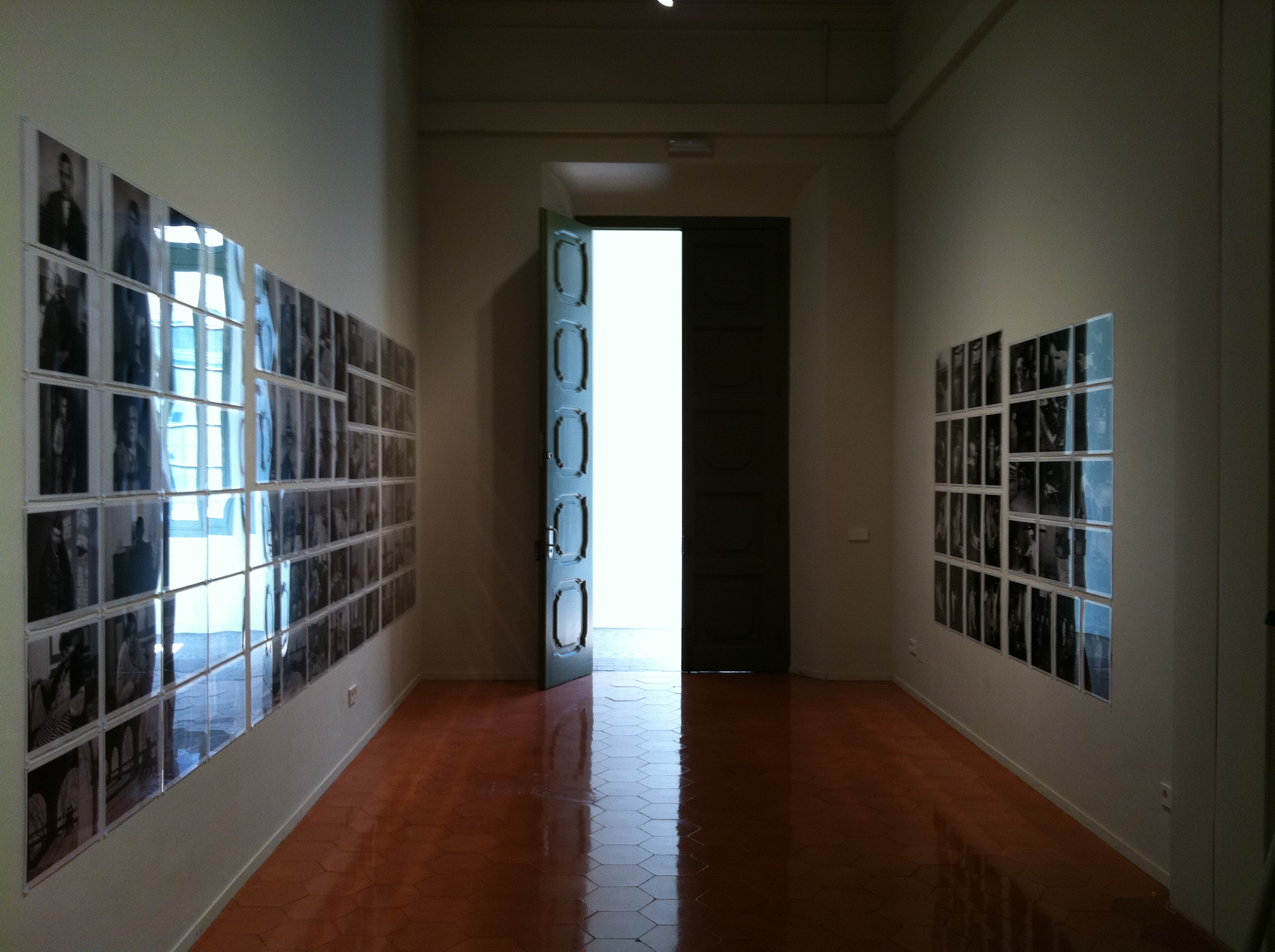
La Sala Xavier Miserachs al Palau de la Virreina

Després de la seva mort, s'han celebrat diversos actes i exposicions en honor de Xavier Miserachs, i també s'han anomenat diferents premis o vies amb el seu nom. L'any 2001 se celebrà el I Premi de Fotografia Xavier Miserachs, organitzat per l'empresa hotelera Hotusa, que consistia en un certamen de fotografia en blanc i negre sobre Barcelona; duu el nom de l'autor per la seva obra Barcelona. Blanc i negre.
Palafrugell va anomenar el passeig de ronda entre les platges de Calella de Palafrugell i Llafranc amb el nom del fotògraf, i es convertí així l'any 1998 en la primera vila –i fins al moment, l'única– que ha anomenat alguna de les seves vies amb el nom del fotògraf. També a Palafrugell se celebra des de 1999 la Biennal de Fotografia Xavier Miserachs, dedicada a la fotografia documental, amb la participació de 90 fotògrafs; en les edicions de 1999, 2004, 2008 i 2010 s'hi van organitzar exposicions específiques de l'autor.
A Barcelona, la sala d'exposicions de la planta baixa del Palau de la Virreina va dur entre el 17 de desembre de 1998 i el 2010 el nom del fotògraf en honor seu. El 2010, la Sala Xavier Miserachs es va traslladar a l'antiga Sala de Numismàtica, i la de la planta baixa passà a denominar-se Virreina Lab.

### Arxiu Xavier Miserachs

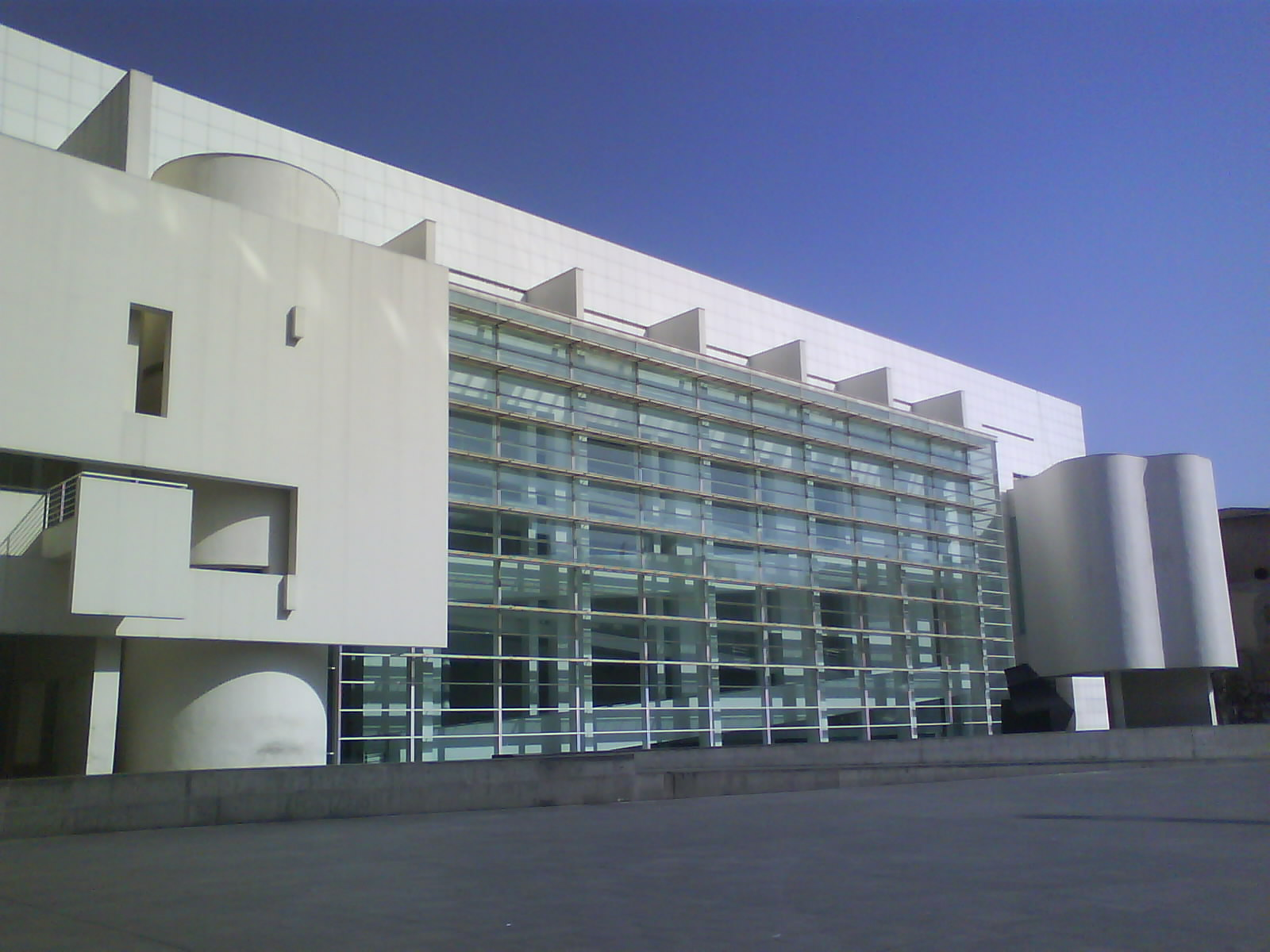
L'arxiu es conserva al MACBA.

L'Arxiu Miserachs està constituït per aproximadament unes 80.000 imatges fotogràfiques, junt amb tota mena de documentació del fotògraf, així com part de la seva biblioteca personal. Actualment es troba dipositat al Centre d'Estudis i Documentació del Museu d'Art Contemporani de Barcelona des del 3 de febrer de 2011 i per un període (renovable) de 25 anys. Els primers contactes entre el museu i la família es van realitzar el 2009. Junts van arribar a l'acord que el museu custodiaria les obres, les digitalitzaria i en faria difusió, afavorint l'estudi i la investigació del fons, tant a nivell universitari com a nivell popular. Un dels fets més destacats d'aquest dipòsit va ser que, al cap de pocs dies de realitzar-se, el museu va penjar al popular web de fotografies Flickr una sèrie de fotografies de l'artista, algunes d'elles amb llicència Creative Commons BY-NC-ND (Reconeixement-NoComercial-SenseObraDerivada).
Fons de l'arxiu
1. 60.000 negatius
2. 20.000 diapositives o transparències
3. 2.500 fulls de contactes
4. Quaderns amb notes personals
5. Documentació administrativa
6. Biblioteca personal (no completa)

## Publicacions
| Any  | Títol                                  | Textos | Descripció | Editorial                            | Ref.                 |
| ---- | -------------------------------------- | --- | --- | ------------------------------------ | -------------------- |
| 1964 | Barcelona. Blanc i negre               | Josep Maria Espinàs | | Aymà                                 | [ 26 ]               |
| 1966 | Costa Brava show                       | Manuel Vázquez i Peter Coughtry | | Kairós                               | [ 27 ] [ 28 ] [ 29 ] |
| 1966 | Conversaciones en Cataluña             | Salvador Pàniker | Llibre amb entrevistes a personatges com Josep Pla, Ana María Matute, Josep Maria Gironella, Salvador Espriu, Josep Maria de Porcioles, Antoni Tàpies, Josep Maria Subirachs o Salvador Dalí, entre d'altres.    | Kairós                               | [ 30 ]               |
| 1967 | Los cachorros                          | Mario Vargas Llosa | | Lumen                                | [ 31 ]               |
| 1967 | El arte prerrománico asturiano         | Antonio Bonet Correa | | Polígrafa                            |                      |
| 1969 | Conversaciones en Madrid               | Salvador Pàniker | Llibre amb entrevistes a personatges com Camilo José Cela, Antonio Buero Vallejo, Aranguren, Sáenz de Oiza, entre d'altres.                                                                                      | Kairós                               | [ 32 ]               |
| 1978 | Andalucía Barroca                      | Antonio Bonet Correa | | Polígrafa                            | [ 33 ]               |
| 1982 | Catalunya des del mar                  | Carles Barral | Forma part de la col·lecció Vida i costums dels catalans. | Edicions 62                          | [ 34 ]               |
| 1984 | Aprendre a conviure                    | Josep Maria Espinàs | Aprende a conviure. Reflexions sobre civilitat és un llibre fet per la Caixa de Sabadell en el 125è aniversari de la institució, amb el patrocini del departament d'Acció Cívica de la Generalitat de Catalunya. | Caixa de Sabadell                    | [ 35 ]               |
| 1985 | Catalunya a vol d'ocell                | Carles Barral, Josep Maria Ainaud | | Edicions 62                          | [ 36 ]               |
| 1987 | Barcelona a vol d'ocell                | Montserrat Roig i Fransitorra | | Edicions 62                          | [ 37 ]               |
| 1987 | Passeig de Mar                         | Xavier Febrés | Passeig de mar: la costa catalana del delta de l'Ebre a Cotlliure. | Ed. Plaza y Janés/Diari de Barcelona | [ 38 ]               |
| 1988 | Els barcelonins                        | Colita, Oriol Maspons, Anna Maria Moix, Terenci Moix | | Edicions 62                          | [ 39 ]               |
| 1988 | Les Barcelones del Món                 | J. Nuñez, Rafael Pradas | | Caixa de Barcelona                   | [ 40 ]               |
| 1990 | Metros i Metròpolis                    | Xavier Febrés, Mercè Sala | | Diputació de Barcelona               | [ 41 ]               |
| 1990 | Gran Teatre del Liceu                  | | També hi ha fotografies de Ferran Freixa. | L'Avenç                              | [ 42 ]               |
| 1992 | El Gran Teatre del Liceu a Sevilla     | Ramon Pla i Arxé | Llibre fet amb motiu de l'Exposició Universal de Sevilla 1992. | L'Avenç                              | [ 43 ]               |
| 1997 | L'Empordà, llibre de meravelles        | Antoni Puigverd | | Edicions 62                          | [ 44 ]               |
| 1995 | Ciutat Vella. Visions des d'una passió | Joan Barril, Josep Maria Carandell, Josep Cuní, Arcadi Espada, Josep Maria Espinàs, Xavier Febrés, Patrícia Gabancho, Josep Maria Huertas, Josep M. Lladó, Lluís Permanyer, Alfred Rexach i Margarita Rivière. | Fotografia en color a càrrec de Toni Catany i en blanc i negre a càrrec del propi Miserachs i de Colita, Toni Catany i Leopold Pomés.                                                                            | Lunwerg                              | [ 45 ]               |
| 1995 | Profesiones con futuro: Fotógrafo      | Xavier Miserachs Ribalta | Llibre teòric en el que explica la seva concepció i experiència al voltant de la professió de fotògraf. Sense il·lustracions.                                                                                    | Grijalbo                             |                      |
| 1997 | Fulls de contacte                      | Xavier Miserachs | Premi Gaziel 1997, Memòries de l'artista. | Edicions 62                          | [ 46 ]               |
| 1998 | Girona a Quatre Vents                  | Joan Domènech i Moner | | Lunwerg                              | [ 47 ]               |
| 1998 | Criterio fotográfico                   | Xavier Miserachs | Llibre de divulgació fotogràfica. | Editorial Omega                      | [ 48 ]               |
| 2004 | Conversaciones en Madrid y en Cataluña | Salvador Pàniker i Alemany | Reedició revisada després de la mort del fotògraf. | Kairós                               | [ 49 ]               |
| 2006 | Memòries de la Costa Brava             | Rosa Regàs | Fotografies de F.Català Roca i Miserachs | Lupita Books                         | [ 50 ]               |

## Exposicions rellevants
- 1957 — Agrupació Fotogràfica de Catalunya (Barcelona), AFAL (Almeria) i Real Sociedad Fotográfica de Madrid: Terré-Miserachs-Masats[51]
- 1959 — Sala Aixelà, Barcelona Terré-Miserachs-Masats, dirigida per Josep Maria Casademont
- 1982 — Galeria René Metras, Barcelona. Exposició conjunta amb Leopold Pomés i Francesc Català-Roca. Fotografia catalana als anys 50-60
- 1987 — Barcelona Metrópolis. Instal·lació a la Gran Via de Barcelona de l'exposició conjunta amb Colita, Oriol Maspons i Francesc Català-Roca
- 1991 — Escuela de Artes y Oficios de Almería. Grupo AFAL 1956-1991. Exposició col·lectiva, organitzada per la Junta de Andalucía, la Diputación Provincial de Almería y Almediterránea'92
- 1992 — Centre d'Art Santa Mònica: Temps de Silenci, Exposició organitzada pel Departament de Cultura de la Generalitat de Catalunya i la Fundació Caixa de Catalunya
- 1992 — Fundació "la Caixa" 1 segon i 25 centèsimes. Exposició retrospectiva comisariada per Alain Dupuy
- 2000 — Col·legi de Periodistes de Catalunya, (Barcelona) Xavier Miserachs, un luxe periodístic[52]
- 2004 — MARCO, Vigo i Madrid, Fotografía y Arte. Variaciones en España 1900-1980 Comissariada per Horacio Fernández, PhotoEspaña 04, Madrid.
- 2006 — CAAC de Sevilla - El Grupo Fotográfico AFAL 1956 - 1963 Comissariada per Laura Terré. .
- 2006 — Galería Josef Sudek (Praga) Barcelona. Blanco y Negro[53]
- 2007 — Centre Fontana d'Or (Girona) Francesc Català-Roca i Xavier Miserachs. Dues mirades al territori de la Costa Brava[54]
- 2008 — Galeria Hartmann (Barcelona) En clau de dona[55]
- 2015 — Miserachs Barcelona, MACBA[56]
- 2015 — A.XMI, MACBA. Selecció d'imatges fotogràfiques, documents, llibres i revistes del Fons, així com un recorregut pel procés de treball que el Centre d'Estudis i Documentació MACBA ha portat a terme per incorporar, catalogar i difondre aquest important conjunt.

## Premis i reconeixements
| Any  | Premi                                    | Obra premiada                | Ref.   |
| ---- | ---------------------------------------- | ---------------------------- | ------ |
| 1954 | I Trofeu Luis Navarro                    |                              | [ 57 ] |
| 1997 | II Premi Gaziel de Biografies i Memòries | Fulls de contactes. Memòries | [ 58 ] |
| 1998 | Premi Creu de Sant Jordi                 | Trajectòria fotogràfica      | [ 59 ] |